# لوکاس پورکار
لوکاس پورکار (انگلیسی: Lucas Porcar؛ زادهٔ ۱۸ فوریهٔ ۱۹۹۰) بازیکن فوتبال اهل اسپانیا است.
از باشگاه‌هایی که در آن بازی کرده‌است می‌توان به باشگاه فوتبال اسپانیول، باشگاه فوتبال رئال ساراگوسا، باشگاه فوتبال اوپن، باشگاه فوتبال سابادل، و باشگاه فوتبال خرز اشاره کرد.
وی همچنین در تیم‌های ملی فوتبال زیر ۱۶ سال اسپانیا و زیر ۱۷ سال اسپانیا بازی کرده‌است.